# Велика Укрина
Велика Укрина је већа саставица ријеке Укрине. Њена укупна дужина заједно са изворишним краком Лукавцем износи 52,8 km. Са Малом Укрином се састаје на локацији Градина на подручју општине Прњавор, гдје заједно чине ријеку Укрину. Велика Укрина настаје од више планинских извора: Шњеготина са Тисовцем, Лукавац са Бистрицом, Богданицом и Душановим потоком. Њене десне притоке су: Манастирица, Боровица, и Камени, а лијеве: Савањска ријека, Мрка и Јелова ријека.

## Одлике
Са Малом Укрином се спаја на надморској висини од 156 метара.